# Bengalik czerwony
Bengalik czerwony, bengalik pospolity, amandawa, bengalik tygrysi (Amandava amandava) – gatunek małego ptaka z rodziny astryldowatych (Estrildidae), zamieszkujący południową i południowo-wschodnią Azję – od Pakistanu i Indii po Półwysep Indochiński oraz wyspy: Hajnan, Jawa i Małe Wyspy Sundajskie. Introdukowany w wielu rejonach świata. Popularny ptak hodowlany.

## Systematyka
Gatunek ten po raz pierwszy zgodnie z zasadami nazewnictwa binominalnego opisał w 1758 Karol Linneusz w 10. edycji Systema Naturae. Autor nadał mu nazwę Fringilla amandava, a jako miejsce typowe wskazał wschodnie Indie, co w 1921 Baker uściślił do Kalkuty (w 1933 Whistler i Kinnear, prawdopodobnie nie wiedząc o wcześniejszych ustaleniach, wskazali jako miejsce typowe północny Gudźarat).
Gatunek ten bywał niekiedy umieszczany w rodzaju Estrilda, ale obecnie zalicza się go do rodzaju Amandava. Wyróżnia się trzy podgatunki A. amandava:
- A. amandava amandava (Linnaeus, 1758) – bengalik czerwony[5]
- A. amandava flavidiventris (Wallace, 1864) – bengalik żółtobrzuchy[5]
- A. amandava punicea (Horsfield, 1821)

## Morfologia
Osiąga 9,5–10 cm długości; masa ciała 7,2–9,5 g. Występuje wyraźny dymorfizm płciowy. U samca niemal całe upierzenie czerwone. Kantarek i skrzydła czarne. Na bokach i pokrywach skrzydłowych obecne są białe plamki, podobnie jak i na jaskrawoczerwonych pokrywach nadogonowych. Sterówki czarne. Samica z pozoru podobna do samicy astrylda falistego (Estrilda astrild). Cechuje ją jednak czarny kantarek i okolice oczu, skrzydła podobnie jak u samca czarne z białymi kropkami, czerwony kuper oraz jasny spód ciała.

## Zasięg występowania
Ptak ten zamieszkuje w zależności od podgatunku:
- A. amandava amandava – Pakistan, Indie, Nepal i Bangladesz.
- A. amandava flavidiventris – Mjanma, południowe Chiny, północno-zachodnia i środkowa Tajlandia oraz Małe Wyspy Sundajskie.
- A. amandava punicea – południowo-wschodnia Tajlandia, Kambodża, południowy Wietnam, Jawa i Bali.

Gatunek introdukowany, podobnie jak astryld falisty, w wielu rejonach świata – na Karaibach, Maskarenach, Półwyspie Iberyjskim, we Włoszech, Egipcie, na Półwyspie Arabskim, w Iranie, Hongkongu, Tajwanie, Japonii, na Hawajach, Vanuatu, Fidżi czy Borneo.

## Ekologia

### Środowisko
Zamieszkuje głównie nizinne trzcinowiska, łąki, podmokłe tereny z wysoką roślinnością wzdłuż rzek i kanałów, także pola ryżowe czy plantacje trzciny cukrowej. Zwykle spotykany do 300 m n.p.m., ale odnotowywano go do 2100 m n.p.m. w Indiach, 1250 m n.p.m. w Tajlandii, 1500 m n.p.m. na Jawie oraz do 2400 m n.p.m. na Małych Wyspach Sundajskich.

### Rozród
Sezon lęgowy ma zwykle miejsce pod koniec pory deszczowej i na początku suchej. Gniazdo to zbudowana z grubych traw wydrążona kula z bocznym otworem wejściowym, w środku wyłożona drobnym materiałem, umieszczona na wysokości do 1 m nad ziemią lub wodą w ciernistym krzaku, wśród traw, trzcin lub roślin zielnych. W zniesieniu zwykle 4–6 jaj. Ich inkubacja trwa 11–13 dni. Młode opuszczają gniazdo po 17–21 dniach od wyklucia.

### Pożywienie
Zjada głównie drobne nasiona traw; sporadycznie owady, w tym termity (Isoptera). Żeruje w stadach, poza sezonem często są to duże mieszane stada z innymi gatunkami astryldowatych i wróblami.

## Status
Międzynarodowa Unia Ochrony Przyrody (IUCN) uznaje bengalika czerwonego za gatunek najmniejszej troski (LC, Least Concern) nieprzerwanie od 1988 roku. Całkowita liczebność populacji nie została oszacowana, ale ptak opisywany jest jako pospolity lub lokalnie pospolity. Ze względu na brak dowodów na spadki liczebności bądź istotne zagrożenia dla gatunku BirdLife International ocenia trend liczebności populacji jako prawdopodobnie stabilny.